# 쌍주쯔구

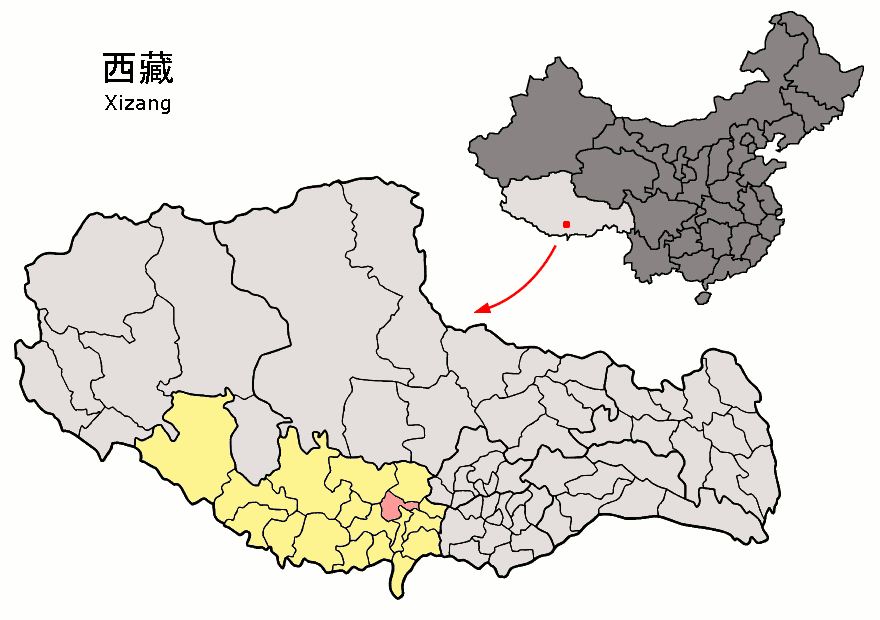
쌍주쯔구의 위치

쌍주쯔구(중국어 간체자: 桑珠孜区, 병음: Sāngzhūzī Qū) 또는 삼둡체구(티베트어: བསམ་འགྲུབ་རྩེ་ཆུས།, 와일리 방식: bsam 'grub rtse chus, 티베트어 병음: Samzhubzê)는 티베트 자치구 시가체 시의 시할구이다. 티베트의 전통 지방 구분에 의하면 위창 지방으로 종교, 정치, 경제, 문화의 중심지였으며 티베트 불교 제2의 지도자 판첸라마가 대대로 거주한 곳이었다. 인구는 8만명이다.

## 지리

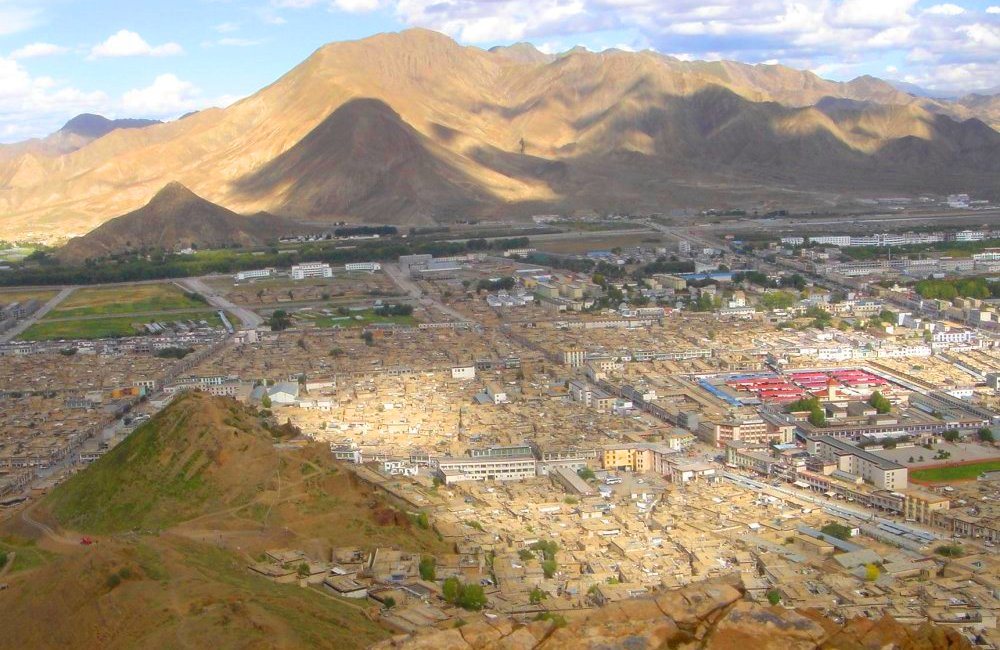
시가체시 전경

시가체는 티베트 남부, 히말라야산맥 북록에 브라마푸트라강과 날츄강(초하)의 합류 지점에 위치한다. 해발 3840m로 중국 최고의 고지대 도시이다. 연평균 기온은 6℃, 강수량은 420mm.이다. 인구는 티베트족이 다수로 농업은 주로 보리와 밀 재배와 야크의 방목 등이며, 수공업이 비교적 발달해 있다. 간체와 인접해 있다.

## 기후
| Samzhubzê (1971–2000)의 기후 | Samzhubzê (1971–2000)의 기후 | Samzhubzê (1971–2000)의 기후 | Samzhubzê (1971–2000)의 기후 | Samzhubzê (1971–2000)의 기후 | Samzhubzê (1971–2000)의 기후 | Samzhubzê (1971–2000)의 기후 | Samzhubzê (1971–2000)의 기후 | Samzhubzê (1971–2000)의 기후 | Samzhubzê (1971–2000)의 기후 | Samzhubzê (1971–2000)의 기후 | Samzhubzê (1971–2000)의 기후 | Samzhubzê (1971–2000)의 기후 | Samzhubzê (1971–2000)의 기후 |
| 월                           | 1월                          | 2월                          | 3월                          | 4월                          | 5월                          | 6월                          | 7월                          | 8월                          | 9월                          | 10월                         | 11월                         | 12월                         | 연간                         |
| ---------------------------- | ---------------------------- | ---------------------------- | ---------------------------- | ---------------------------- | ---------------------------- | ---------------------------- | ---------------------------- | ---------------------------- | ---------------------------- | ---------------------------- | ---------------------------- | ---------------------------- | ---------------------------- |
| 역대 최고 기온 °C (°F)       | 18.6 (65.5)                  | 18.8 (65.8)                  | 22.9 (73.2)                  | 23.9 (75.0)                  | 28.5 (83.3)                  | 28.2 (82.8)                  | 28.2 (82.8)                  | 26.2 (79.2)                  | 24.4 (75.9)                  | 22.2 (72.0)                  | 21.1 (70.0)                  | 17.3 (63.1)                  | 28.5 (83.3)                  |
| 일평균 최고 기온 °C (°F)     | 6.2 (43.2)                   | 8.3 (46.9)                   | 11.9 (53.4)                  | 15.5 (59.9)                  | 19.5 (67.1)                  | 22.3 (72.1)                  | 21.3 (70.3)                  | 20.2 (68.4)                  | 19.1 (66.4)                  | 16.1 (61.0)                  | 11.0 (51.8)                  | 7.2 (45.0)                   | 14.9 (58.8)                  |
| 일일 평균 기온 °C (°F)       | −3.2 (26.2)                  | −0.1 (31.8)                  | 3.9 (39.0)                   | 7.6 (45.7)                   | 11.3 (52.3)                  | 14.5 (58.1)                  | 14.2 (57.6)                  | 13.3 (55.9)                  | 11.7 (53.1)                  | 6.9 (44.4)                   | 0.7 (33.3)                   | −3.1 (26.4)                  | 6.5 (43.7)                   |
| 일평균 최저 기온 °C (°F)     | −12.6 (9.3)                  | −9.3 (15.3)                  | −4.7 (23.5)                  | −0.5 (31.1)                  | 3.5 (38.3)                   | 7.6 (45.7)                   | 8.8 (47.8)                   | 8.2 (46.8)                   | 5.8 (42.4)                   | −1.2 (29.8)                  | −8.3 (17.1)                  | −12.1 (10.2)                 | −1.2 (29.8)                  |
| 역대 최저 기온 °C (°F)       | −21.3 (−6.3)                 | −19.4 (−2.9)                 | −14.4 (6.1)                  | −9.5 (14.9)                  | −4.9 (23.2)                  | 0.6 (33.1)                   | 2.2 (36.0)                   | 0.5 (32.9)                   | −1.6 (29.1)                  | −9.8 (14.4)                  | −15.5 (4.1)                  | −18.6 (−1.5)                 | −21.3 (−6.3)                 |
| 평균 강수량 mm (인치)        | .4 (0.02)                    | .2 (0.01)                    | .6 (0.02)                    | 2.1 (0.08)                   | 18.7 (0.74)                  | 64.0 (2.52)                  | 129.6 (5.10)                 | 152.3 (6.00)                 | 56.2 (2.21)                  | 5.4 (0.21)                   | .9 (0.04)                    | 0 (0)                        | 430.4 (16.95)                |
| 평균 강수일수 (≥ 0.1 mm)     | .2                           | .5                           | .7                           | 2.2                          | 6.4                          | 12.4                         | 18.8                         | 20.8                         | 13.0                         | 2.2                          | .4                           | .1                           | 77.7                         |
| 출처: Weather China          |                              |                              |                              |                              |                              |                              |                              |                              |                              |                              |                              |                              |                              |

## 역사
8세기에 인도의 고승 파드마산바바가 이 곳을 지나다가 산하가 수려했기 때문에 여기에 머물러 수행을 하였고, 이곳이 라싸에 뒤를 잇는 도시가 된다고 예언했다고 한다. 1349년, 파크모두파의 대사도 체쥬프겐트가 이곳에 도시를 건설하고, 그 이름을 「지고한 뜻대로 되는 장원」을 의미하는 「시가·삼트·두페이·트모(gzhis ka bsam don 'grub pa'i rtse mo)」라고 했다. 현재의 정식 호칭 「시가체(gshis ka rtse)」는 그 약칭이다. 1563년에는 트트왕(gtsang stod rgyal po)을 자칭 하는 냐크파(신샤크파) 정권의 거점이 되어, 크게 발전했다. 1642년, 거루파(Gelug) 신자인 그시·한에 의해서 함락 했을 때, 화려한 왕궁은 파괴되었지만, 이후도 타쉬룬포 사원 앞의 마을로 번영했다. 현재는 티베트 자치구 르카쩌 시의 지방 행정기구 소재지이다.

## 문화

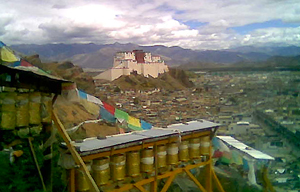
재건된 시가체의 성

시가체는 역대 판첸 라마가 살아왔던 장소이다. 판첸 라마는 게르크 파에서 달라이 라마의 뒤를 잇는 제2의 고승이다. 판첸 라마가 주지하는 타쉬룬포 사원은 거리의 남쪽, 산을 따라서 지어져 있다. 그것은 광대한 종교와 정치의 기능을 갖춘 시가체 시 중심의 게르크파의 4대 사원의 중 하나이다. 거리의 동남쪽에 있는 샤르 사원은 아름다운 벽화가 많이 남아 있는, 라마교 게르크 파의 기원의 땅에서, 11세기에 건설되었다. 널 탄 사원, 아이사, 안공사 등이 오래된 사원이나 주거지가 지금도 남아 아직 사용되고 있다.

## 행정 구역
2개 가도, 10개 진을 관할한다.
- 가도변사소: 城北街道, 城南街道.
- 진: 曲美乡, 聂日雄乡, 曲布雄乡, 联乡, 甲措雄乡, 纳尔乡, 年木乡, 东嘎乡, 边雄乡, 江当乡.